# Frithia pulchra
Frithia pulchra là một loài thực vật thuộc họ Aizoaceae. Đây là loài đặc hữu của Nam Phi. Môi trường sống tự nhiên của chúng là vùng đồng cỏ ôn đới. 

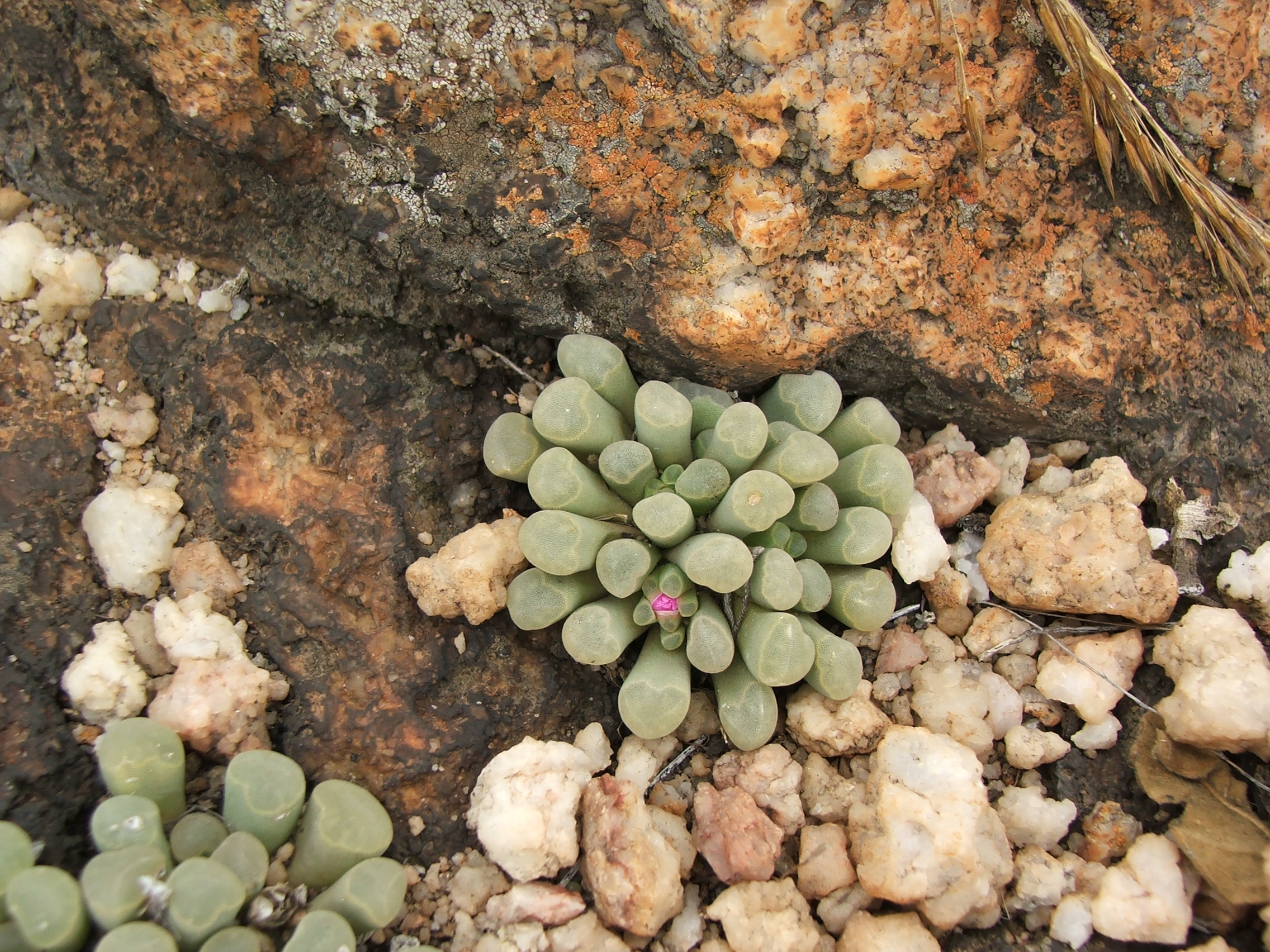
Wild Frithia pulchra

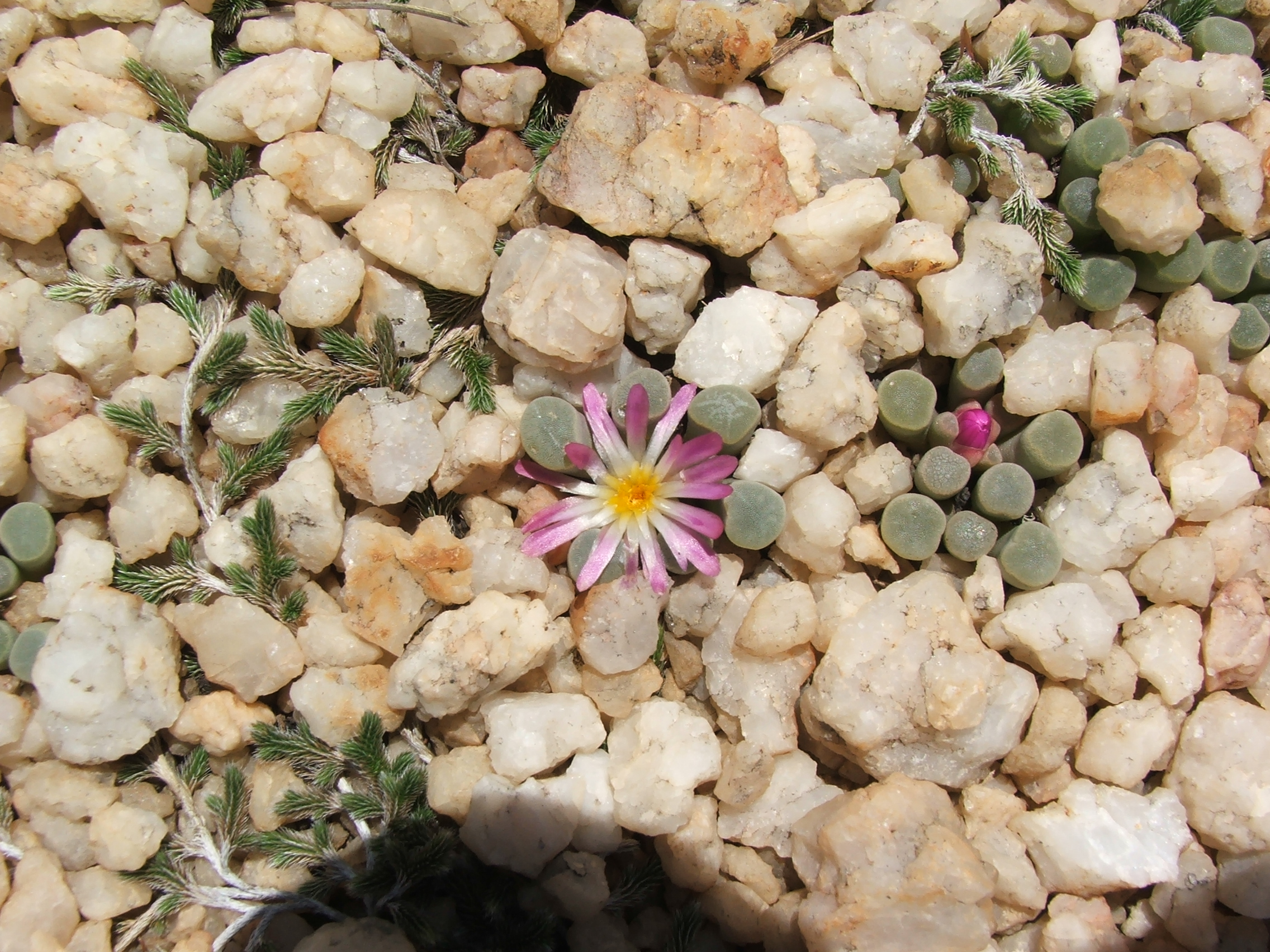
Frithia pulchra flowering in its natural habitat

## Hình ảnh

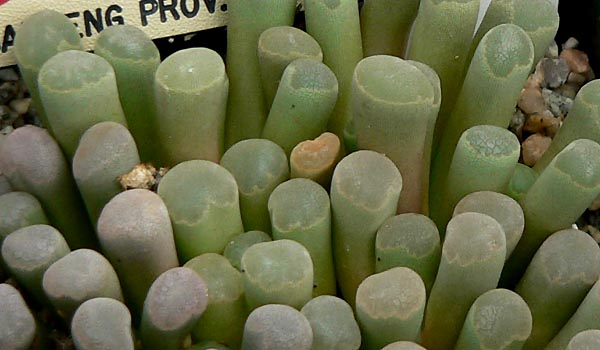
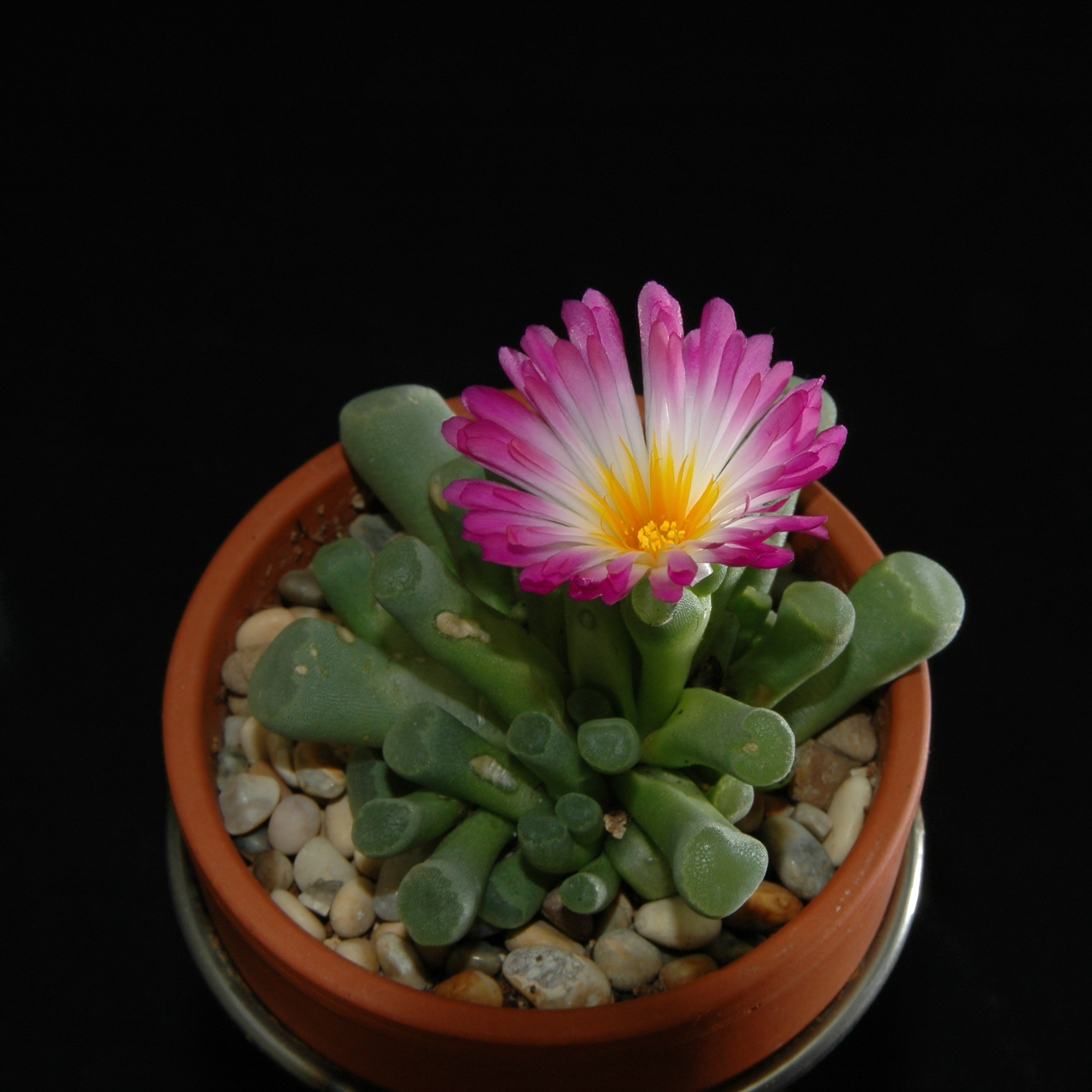
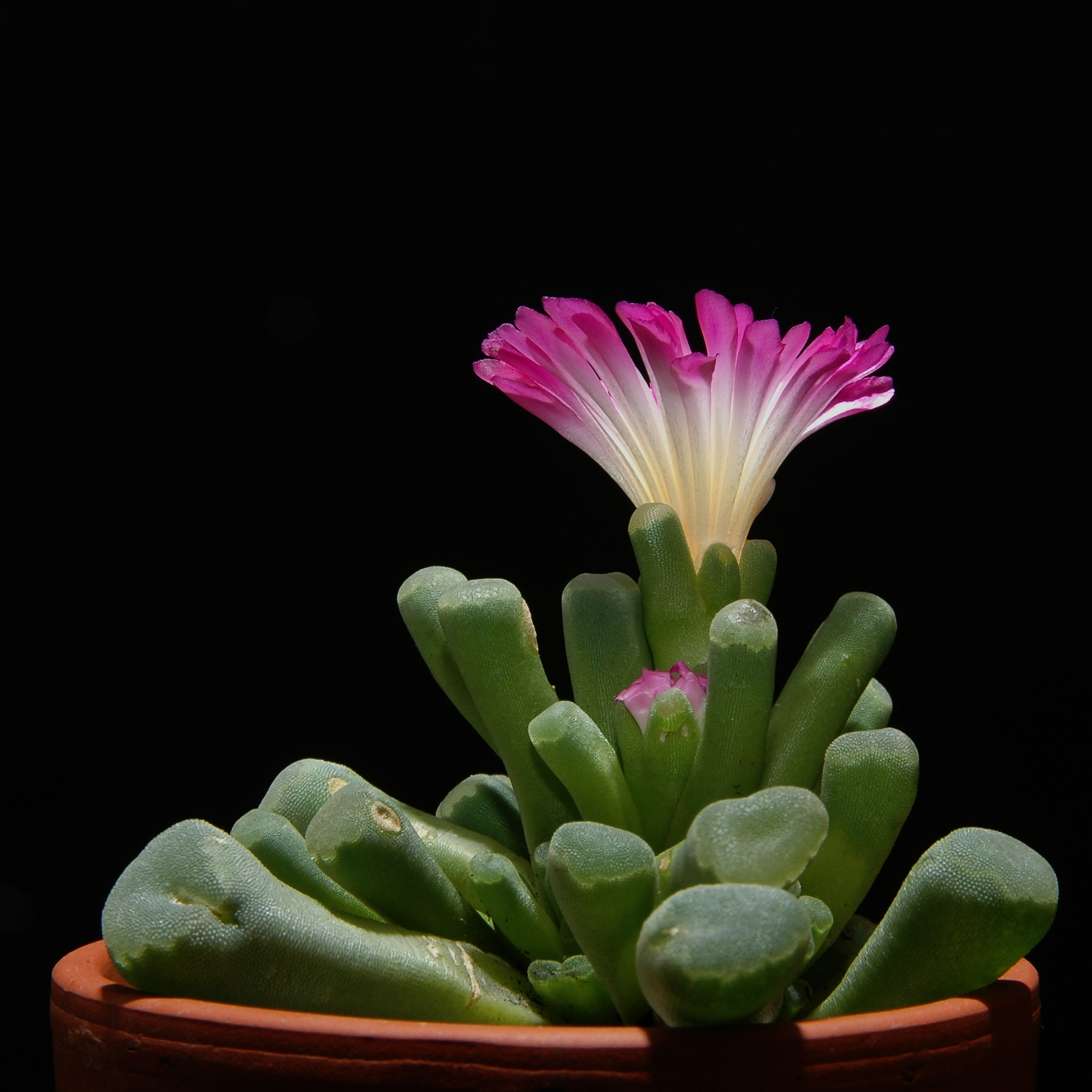
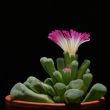